# Yu Lik-wai
Pour les articles homonymes, voir YU.
Dans ce nom chinois, le nom de famille, Yu, précède le nom personnel.
Yu Lik-wai (余力为 en chinois, Yú Lìwéi en hànyǔ pīnyīn) est un réalisateur chinois né à Hong Kong le 12 août 1966. Il travaille également régulièrement comme directeur de la photographie de Jia Zhangke (Platform, Plaisirs inconnus, Xiao Wu artisan pickpocket)

## Filmographie

### Réalisateur
- 1996 : Neon Goddesses (美丽的魂魄, Měilì de húnpò)
- 1999 : Love Will Tear Us Apart (天上人間, Tiānshàng rénjiān)
- 2003 : All Tomorrow's Parties (明日天涯, Míngrì tiānyá)
- 2004 : Dance With Me to the End of Love - segment dans film collectif Jeonju Digital Project 2004
- 2008 : Plastic City (蕩寇, Dangkou)

### Directeur de la photographie
- 1997 : Xiao Wu, artisan pickpocket, de Jia Zhangke
- 1999 : Ordinary Heroes, de Ann Hui
- 2000 : Platform, de Jia Zhangke
- 2001 : Plaisirs inconnus, de Jia Zhangke
- 2004 : The World, de Jia Zhangke
- 2006 : The Postmodern Life of My Aunt, de Ann Hui
- 2006 : Dong, de Jia Zhang-ke
- 2006 : Still Life (Sanxia haoren), de Jia Zhangke
- 2007 : Getting Home de Zhang Yang
- 2007 : Useless, de Jia Zhangke
- 2008 : 24 City, de Jia Zhangke
- 2010 : I Wish I Knew, de Jia Zhangke
- 2010 : Dream Home de Pang Ho-cheung
- 2011 : Sauna on Moon de Zou Peng
- 2011 : Love and Bruises de Lou Ye
- 2011 : Une vie simple, de Ann Hui
- 2013 : Touch of Sin, de Jia Zhangke
- 2015 : Au-delà des montagnes (山河故人, Shān Hé Gù Rén), de Jia Zhangke
- 2017 : Our Time Will Come de Ann Hui
- 2017 : Beyond Index de Gerald van der Kaap
- 2020 : Swimming Out Till the Sea Turns Blue de Jia Zhangke
- 2020 : The Best is Yet to Come de Wang Jing
- 2024 : Les Feux sauvages de Jia Zhangke